# Lucifer Sam
Lucifer Sam è un brano musicale dei Pink Floyd  composto da Syd Barrett e contenuto come seconda traccia nel loro album di esordio del 1967, The Piper at the Gates of Dawn.

## Descrizione
La canzone è costruita su di una riff discendente, il cui elemento dominante è la chitarra elettrica di Syd Barrett, dotata di effetti che oggi si nominerebbe "delay"; il suono risultante è stato spesso definito come un sinistro Duane Eddy. L'effetto viene aumentato dal resto della strumentazione, che segue il ritmo di Barrett.
Nonostante il testo parli frequentemente di Lucifer Sam come un gatto, spesso sono sorte alcune controversie riguardanti il fatto che forse, invece, Barrett volesse riferirsi all'amante (hip cat), reale o immaginario, che fece finire la sua relazione con la fidanzata di allora, Jenny Spires (la Jennifer Gentle della canzone).
Ad ogni modo, Sam era semplicemente il soprannome che Barrett affibbiava al proprio animale domestico, il gatto Rover; la traccia era originariamente stata intitolata Percy the Rat Catcher durante le sessioni di registrazione e il riff principale era stato ripescato e rielaborato da un altro brano precedentemente scritto da Barrett, Remember Me.